# Ann Winsborn
Ann Winsborn, född 5 juli 1981 i Malmö, är en svensk artist, sångerska och låtskrivare. 
Ann Winsborn skivdebuterade 2002 med låten "Everything I Do" och gav samma år ut även en andra singel, låten "Be The One". Hennes debutalbum Everything I Am släpptes 2003, och samma år kom en tredje singel, "Je N'ai Pas Compris", ut. Hennes andra album, Pink-Collar-Crime, gavs ut 2005, liksom den fjärde singeln, "La La Love On My Mind" (som skrevs av Bobby Ljunggren och Ingela Forsman).
Låten "Everything I Do" placerade sig på flera danslistor i Europa, och det gjorde även den andra singeln "Be The One". I Polen blev hennes tredje singel "Je N'ai Pas Compris" när den släpptes där 2004 en av det årets mest spelade låtar och debutalbumet sålde guld.
Winsborn sjunger både på engelska och på franska. Exempelvis sjunger hon delvis på franska i låten "Je N'ai Pas Compris" och delvis på franska i sitt andra album. På svenska har Winsborn spelat in låten ""Kärlekens makt", 2012.

## Diskografi
Album
- 2003 - Everything I Am
- 2005 - Pink-Collar-Crime

Singlar
- 2002 - "Everything I Do"
- 2002 - "Be The One"
- 2003 - "Je N'ai Pas Compris"
- 2005 - "La La Love On My Mind"